# Alexandra Wilcke

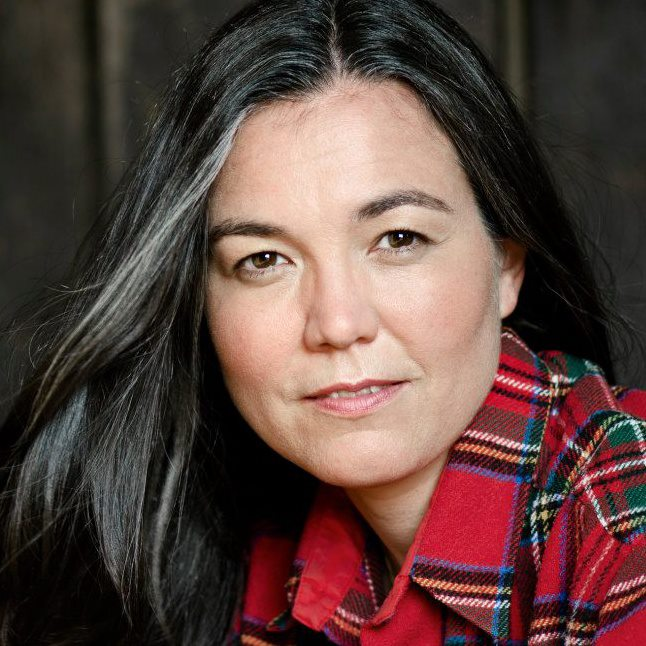
Alexandra Marisa Wilcke (2013)

Alexandra Marisa Wilcke (* 18. Oktober 1968 andere Quellen 1972 in Berlin) ist eine deutsche Schauspielerin, Synchronsprecherin, Hörspielsprecherin und Sängerin.

## Leben
Alexandra Marisa Wilcke wurde in Berlin als Tochter der Pan-Am-Stewardess Marianne Wilcke und des Schauspielers Claus Wilcke geboren. Sie hat zwei Geschwister: Nicolas Böll und Jessica. Als Kind hatte sie ihre ersten Auftritt bei den Karl-May-Festspielen (mit Gesang) in Bad Segeberg und in der ZDF-Serie Wagen 106. Daneben sprach sie viele Rollen in Jugendhörspielen für das Schallplatten-Label Europa, so beispielsweise die Rolle der Jo in der Hörspiel-Serie Fünf Freunde. Nach dem Abitur besuchte sie die Schauspielschule von Maria Körber und Joachim Kerzel in Berlin. Gesangsunterricht nahm sie bei Loren Driscoll, Susanne Fuhrmann und Kara Johnstad. In Oberhausen spielte sie die Hauptrolle in Peter Maffays Musical Tabaluga & Lilli. Weitere Theaterstationen waren die Staatstheater in Mainz, Wiesbaden, Kassel, das Theater des Westens sowie die Ku’damm Bühnen in Berlin, das Grenzlandtheater Aachen (wo sie 1998 auch mit dem Karl-Heinz-Walther-Preis als beste Nachwuchsschauspielerin ausgezeichnet wurde), die Komödien in Dresden, Frankfurt am Main sowie das Alte Schauspielhaus in Stuttgart.
Sie stand vor allem für Fernsehfilme und -serien vor der Kamera, so für die ZDF-Reihe Rotlicht – In der Höhle des Löwen (Hauptrolle), Ein Fall für zwei oder Kommt Mausi raus?! oder als singender Gypsy in der australischen Kinofilmproduktion Human Touch von Paul Cox.
Die Disney-Studios besetzten Alexandra Wilcke für den Gesangspart der Hauptrolle in der Neusynchronisation (die dritte Version von 1994) von Schneewittchen und die sieben Zwerge. Daneben sprach und sang sie Hauptrollen in den Trickfilmen Der König der Löwen und Pocahontas, wie auch in den jeweiligen Fortsetzungen. Außerdem synchronisierte Wilcke in verschiedenen Filmen Sarah Michelle Gellar, Kate Winslet, Sarah Shahi, Julia Stiles, Charlize Theron, Sherilyn Fenn, Juliette Lewis, Miranda Otto (in Herr der Ringe, Der Flug des Phoenix, Krieg der Welten), Bridget Moynahan (in I, Robot, Lord of War), Mira Sorvino und Eva Green in James Bond 007: Casino Royale sowie Kelly Reilly in den Neuverfilmungen von Sherlock Holmes und in Flight. Sie erweckte durch ihre Stimme auch die Königin Tara im Animationsfilm der 20th Century Fox Epic – Verborgenes Königreich zum Leben und synchronisierte Evangeline Lilly in Antman.
2008 wurde sie für ihre Synchronisation von Julie Delpy in Zwei Tage Paris für den deutschen Synchronpreis nominiert. Ebenfalls 2008 begleitete sie eine Gruppe von freiwilligen Ärzten in das Dschungelgebiet der Maya in Mexiko (Yucatan) und produzierte ihren ersten Dokumentarfilm über deren Arbeit: Nächstenliebe im Gepäck. Nach den Hörbüchern … und flüstere mir vom Leben, … und tanze durch die Tränen sowie diversen Hörspielproduktionen für den WDR, liest sie seit 2009 die Hörbücher der Hörbuch-Editionen von Bibi Blocksberg. 2009 gründete sie ihr eigenes Label Marisa-Music und produzierte in Indien und Deutschland Musik-CDs mit meditativer Musik. Zu feierlichen Anlässen interpretierte sie Lieder der Hildegard von Bingen aus ihrer CD-Produktion „O aeterne Deus“ unter anderem im Kölner Dom, im Bamberger Dom und im Alten Mainzer Dom; daraus entstand ein gleichnamiger Konzertabend, mit dem sie zusammen mit ihrem Bruder Nicolas und wechselnden Musikern durch Deutschland tourt.

## Filmografie (Auswahl)
- 1988: Praxis Bülowbogen: Ein übler Trick
- 1989: Hotel Paradies
- 1992: Der Fotograf oder Das Auge Gottes
- 1995: Kommt Mausi raus?!
- 1995: Ein Fall für zwei – Episode 129: Mordsgefühle
- 1997: Lea Katz – Die Kriminalpsychologin: Das wilde Kind
- 1999: Doppelpack – Das Duell
- 2000–2002: Nesthocker – 9 Folgen als Steffi Baum
- 2000: Rotlicht – In der Höhle des Löwen
- 2002: Die Rosenheim-Cops – Süße Lust
- 2002: Tatort: Alibi für Amelie
- 2004: Human Touch
- 2007: Meine böse Freundin
- 2009: SOKO Wismar – Drunter und drüber
- 2021: Martha und Tommy

## Synchronisation (Auswahl)
Miranda Otto
- 2002: Der Herr der Ringe: Die zwei Türme als Eowyn
- 2003: Der Herr der Ringe: Die Rückkehr des Königs als Eowyn
- 2004: Der Flug des Phoenix als Kelly
- 2005: Krieg der Welten als Mary Ann Ferrier
- 2012: Miss Fishers mysteriöse Mordfälle (Fernsehserie, Folge 1x01) als Lydia Andrews
- 2014: The Homesman als Theoline Belknapp
- 2014: Rake (Fernsehserie) als Maddy Deane
- 2017: Annabelle 2 als Esther Mullins
- 2018–2020: Chilling Adventures of Sabrina (Fernsehserie) als Zelda Spellman
- 2023: Talk to Me – Du rufst. Sie werden antworten. als Sue
- 2024: Der Herr der Ringe: Die Schlacht der Rohirrim als Eowyn

Evangeline Lilly
- 2015: Ant-Man als Hope van Dyne
- 2018: Ant-Man and the Wasp als Hope van Dyne
- 2019: Avengers: Endgame als Hope van Dyne
- 2021: What If…? (Fernsehserie) als Hope van Dyne/Wasp
- 2023: Ant-Man and the Wasp: Quantumania als Hope van Dyne

Sarah Shahi
- 2009–2010: Life (Fernsehserie) als Dani Reese
- 2011–2012: Fairly Legal (Fernsehserie) als Kate Reed
- 2011–2016: Person of Interest (Fernsehserie) als Sameen Shaw
- 2017: Hangman: The Killing Game als Capt. Watson
- 2018–2019: The Rookie als Jessica Russo
- 2020: Reverie als Mara Kint
- 2021–2022: Sex/Life (Fernsehserie) als Billie
- 2022: Black Adam als Adrianna Tomaz
- 2023: Royal Blue als Zahra Bankston

Moira Kelly
- 1994: Der König der Löwen als Nala
- 1998: Der König der Löwen 2 – Simbas Königreich als Nala
- 2004: Der König der Löwen 3 – Hakuna Matata als Nala

Irene Bedard
- 1995: Pocahontas als Pocahontas
- 1998: Pocahontas 2 – Die Reise in eine neue Welt als Pocahontas
- 2019: Chaos im Netz als Pocahontas

Charlize Theron
- 1997: Im Auftrag des Teufels als Mary Ann Lomax
- 2004: Head in the Clouds als Gilda Bessé

Émilie Caen
- 2014: Monsieur Claude und seine Töchter als Ségolène Ling Verneuil
- 2019: Monsieur Claude 2 als Ségolène Ling Verneuil
- 2021: Monsieur Claude und sein großes Fest als Ségolène Ling Verneuil

Léa Drucker
- 2014: Das blaue Zimmer als Delphine Gahyde
- 2019: Wir beide als Anne
- 2022: Close als Nathalie
- 2022: Unglaublich, aber wahr als Marie

Rebecca Romijn
- 2019: Star Trek: Discovery (Fernsehserie) als Nummer Eins
- seit 2022: Star Trek: Strange New Worlds (Fernsehserie) als Nummer Eins

Rosamund Pike
- 2009: Surrogates – Mein zweites Ich als Maggie Greer
- 2017: Hectors Reise oder die Suche nach dem Glück als Clara
- 2017: A United Kingdom als Ruth Williams
- 2018: 7 Tage in Entebbe als Brigitte Kuhlmann
- 2018: Beirut als Sandy Crowder
- 2019: The Informer als Special Agent Erica Wilcox
- 2019: Marie Curie – Elemente des Lebens als Marie Curie
- 2020–2022: State of the Union als Louise
- 2021: I Care a Lot als Marla Grayson
- 2021–2025: Das Rad der Zeit (Fernsehserie) als Moiraine Damodred
- 2024: Saltburn als Elspeth Catton

### Filme
- 1994: Adriana Caselotti in Schneewittchen und die sieben Zwerge … als Schneewittchen
- 1995: Annie Golden in Hubi, der Pinguin … als Marina
- 1997: Sarah Michelle Gellar in Ich weiß, was du letzten Sommer getan hast … als  Helen Shivers
- 1999: Julia Stiles in 10 Dinge, die ich an Dir hasse … als Katarina „Kat“ Stratford
- 2005: Dina Spybey in Solange du da bist … als Abby Brody
- 2006: Eva Green in James Bond 007: Casino Royale als Vesper Lynd
- 2007: Maya Rudolph in Shrek der Dritte … als Rapunzel
- 2008: Anne Marivin in Willkommen bei den Sch’tis … als Annabelle Deconnink
- 2013: Beyoncé in Epic – Verborgenes Königreich … als Königin Tara
- 2015: Samantha Womack in Kingsman: The Secret Service … als Michelle Unwin
- 2016: Gabrielle Union in Die Garde der Löwen … als Nala
- 2017: Alanna Ubach in Coco – Lebendiger als das Leben! … als Mamá Imelda
- 2019: Lotta Losten in Shazam! … als Dr. Lynn Crosby
- 2019: Laura Azcurra in GO! Eine unvergessliche Party … als Mercedes Taylor
- 2019: Alfre Woodard in Der König der Löwen … als Sarabi
- 2020: Gong Li in Mulan … als Xianniang

### Serien
- 1991–1992, 2017: Sherilyn Fenn in Twin Peaks … als Audrey Horne
- 2010–2024: Bridget Moynahan in Blue Bloods – Crime Scene New York … als Erin Reagan-Boyle
- 2013–2018: Gina Torres in Suits … als Jessica Pearson
- 2015–2016: Carla Gugino in Wayward Pines … als Kate Hewson
- 2018–2020: Stana Katić in Absentia … als Special Agent Emily Byrne
- 2018–2024: Kelly Reilly in Yellowstone … als Beth Dutton
- 2020: Dolly Wells in Dracula … als Dr. Zoe van Helsing bzw. Schwester Agatha van Helsing
- 2020: Sarah Paulson in Ratched … als Mildred Ratched
- 2020: Merle Dandridge in The Flight Attendant als Kim
- 2021: Julie Delpy in On the verge als Justine

## Diskografie
- Alexandra Marisa Wilcke – The Land Beyond My Dreams (2015)
- Alexandra Marisa Wilcke – Die Seele der Steine (2015)
- Marisa – O Life is sweet – Songs of Paramahansa Yogananda (2011)
- Marisa – O Æterne Deus – Lieder der Hildegard von Bingen (2009)

## Hörbücher (Auswahl)
- 2010 (Audible): Matthias von Bornstädt: Im Tal der wilden Hexen (Bibi Blocksberg)
- 2011 (Audible): Matthias von Bornstädt: Das Versteck am See (Bibi Blocksberg)